# کاخ فیلیه
فیلیه قصر شیخ خزعل حاکم خوزستان در سال ۱۹۱۷ در زمینی با زیربنای ۷۸۸ متر مربع در خرمشهر کنار رود کارون ساخته شد. شیخ خزعل حاکم وقت خرمشهر (دوره قاجار) و شیخ عشایر عرب بنی کعب بود. این ساختمان یکی از بناهای زیبای دورهٔ قاجاریه به حساب می‌آمد و در گذشته جزء تفریحگاه‌های مردم خرمشهر بود.
رضاشاه در روز ۱۳ آذرماه (۱۳۰۳ش)، به دلیل اختلافاتی که حکومت تهران با شیخ خزعل پیدا کرده بود، به خرمشهر رفت و در قصر فیلیه سکونت کرد.  بین رضاخان و شیخ خزعل توافقی صورت گرفت که طی آن به شیخ اجازه ماندن در خوزستان داده شد، مشروط بر آن که دستورهای خود را از حاکم ایالت خوزستان بگیرد و پادگانی از قشون ایرانی در این ایالت بماند و در مقابل، مالیکت شیخ بر املاک و دارایی‌هایش محترم شمرده شود و مراقبت شود که شیخ و خانوادهاش مورد آزار و اذیت قرار نگیرد

## ساختمان قصر فیلیه
ب‍رای س‍اخ‍ت ای‍ن قصر از م‍ص‍ال‍ح‍ی ه‍م‍چ‍ون آج‍ر و گ‍چ اس‍ت‍ف‍اده ش‍ده اس‍ت. ب‍ن‍ای م‍ذک‍ور در س‍ال ۱۳۵۵ م‍رم‍ت ش‍د و ب‍ع‍ده‍ا م‍ورد اس‍ت‍ف‍اده دانشکده علوم دری‍ای‍ی خرمشهر ق‍رار گ‍رف‍ت.
ق‍س‍م‍ت‌ه‍ای‍ی از ب‍ن‍ای ت‍اری‍خ‍ی قصر شیخ خزعل در اث‍ر ج‍ن‍گ ت‍ح‍م‍ی‍ل‍ی و ع‍وام‍ل ج‍وی ت‍خ‍ری‍ب ش‍د ول‍ی پ‍س از پ‍ای‍ان ج‍ن‍گ ت‍ح‍م‍ی‍ل‍ی ب‍ار دی‍گ‍ر م‍رم‍ت شد و در سال ۱۳۷۹ به شماره ۲۸۴۵ در فهرست آثار ملی ثبت شد. آجر کاری‌های زیبا و درب و پنجره‌های آن از چوب ساج و آبنوس ساخته شده و از آئینه کاری‌های سقف، داخل اتاق‌ها، طارم و ایوان‌هایی با تمثال پادشاهان قاجار برخوردار بود.

## تخریب قصر فیلیه
فیلیه در تاریخ ۱۶ آبان ۱۳۸۹ به دلایل نامعلومی تخریب شد. تخریب آن در حالی صورت گرفت که بر خلاف گفته‌های مدیران میراث فرهنگی آبادان مرمت بخشی از این بنا از دو سال قبل آغاز شده بود. میراث فرهنگی بانیان تخریب فیلیه را یک نهاد نظامی دانسته‌اند. تخریب این بنا با بازتاب وسیع خبری در سایت‌های خبری ایران و خارج مواجه شد.

### ماکت قصر فیلیه
در این راستا نمایندهٔ مجلس مردم خرمشهر به معاون رئیس‌جمهور وقت ایران و رئیس سازمان میراث فرهنگی و گردشگری که در عین حال رئیس مرکز امور مناطق آزاد است صحبت و نامه‌نگاری کرده و خواهان رسیدگی به این موضوع و برخورد با متخلفان بر حسب حیطه قانونی آن شد. وی پیشنهاد داد که حتماً بنایی به آن سبک و سیاق ساخته و شرایط معماری و مهندسی سابق را بازسازی کنند.

### نهادهای شاکی برای تخریب قصر فیلیه
جدای از مطالب اعتراضی که در سایت‌های خبری منجمله العربیه فارسی و عصر ایران و دیگر وب‌سایت و وبلاگ‌های داخلی و خارجی و همچنین پی‌گیری‌های نمایندگان وقت خوزستان در مجلس صورت گرفت، بعد از تخریب قصر فیلیه دو نهاد برای رسیدگی به این اتفاق اقدام به شکایت رسمی‌کردند، نهاد اول سازمان میراث فرهنگی، صنایع دستی و گردشگری کشور بود که از نهاد نظامی تخریب‌کننده «کاخ شیخ خزعل» شکایت کرده و موضوع را به ستاد کل نیروهای مسلح جمهوری اسلامی ایران اعلام کرد. نهاد دوم که کانون مبارزه با نژادپرستی و عرب‌ستیزی در ایران است نیز با صدور بیانیه‌ای اعتراض خود را اعلام کرد.

### درخواست از یونسکو برای محکوم کردن تخریب فیلیه
تعدادی از نویسندگان، روزنامه‌نگاران و فعالان ایرانی و خارجی در نامه‌ای به خانم ایرنا بوکووا دبیرکل سازمان یونسکو به تخریب قصر فیلیه در خرمشهر اعتراض کردند و از وی خواستند برای محافظت از آثار تاریخی در ایران تلاش کند. به عقیده امضاکنندگان «تخریب قصر یادشده نشانگر تخریب بخش مهمی از تاریخ و هویت قومیت عرب ایران و در چهارچوب فرایند قوم‌ستیزی منطقه‌ای صورت گرفته‌است.» آنها همچنین از سازمان یونسکو خواستند «تخریب قصر شیخ خزعل را محکوم کند و تضمین نماید تا این گونه تخریب‌ها دربارهٔ هیچ‌یک از آثار ملی و تاریخی، که برای مردم عرب ایران اهمیت دارند، تکرار نشود.»
برخی از امضاکنندگان نامه عبارتند از: رضا براهنی (شاعر و رمان‌نویس)، یوسف عزیزی د(بیر کانون مبارزه با نژادپرستی و عرب ستیزی در ایران)، کریم عبدیان (دبیر اجرایی سازمان حقوق بشر اهواز)، علی الطائی (استاد دانشگاه شاو آمریکا)، ضیاء صدر الاشرافی، رضا هیئت (سردبیر مجله وارلیق ترکیه)، علیرضا اصغرزاده (ستاد دانشگاه یورک کانادا). حسین بر (فعال بلوچ)، منصور راجح (نویسنده یمنی)، یوهان ولدستاو (روزنامه‌نگار نروژی).